# 24時間テレビ41 愛は地球を救う
『24時間テレビ41 「愛は地球を救う」 人生を変えてくれた人』（24じかんテレビ41 「あいはちきゅうをすくう」 じんせいをかえてくれたひと）は、日本テレビにて2018年8月25日（土曜日）18:30 - 8月26日（日曜日）20:54（JST）まで生放送された41回目の『24時間テレビ』である。

## 概要
「日本テレビ開局65年記念番組」として放送された。
メインパーソナリティーは当時のSexy Zoneのメンバーが初担当した。
この年は「有吉ゼミ」や「ヒルナンデス!」の制作陣を中心としたスタッフ構成であったため、これらに関わる演者も多く出演している。
翌年（第42回）以降、メイン会場は両国国技館で行われているため、日本武道館での開催は現時点で最後である。
チャリティーマラソンランナーのみやぞんを応援するため『18年ぶり一夜限りの復活』と称して、ポケットビスケッツが正式な事前告知なしのシークレット扱いで登場。「YELLOW YELLOW HAPPY」と「POWER」を披露するとともにエールを送った。

## 出演者
※グループ名・所属は基本的に当時のもの

### 総合司会
- 羽鳥慎一
- 水卜麻美（日本テレビアナウンサー）

### メインパーソナリティー
- Sexy Zone
  - 佐藤勝利
  - 中島健人
  - 菊池風磨
  - 松島聡
  - マリウス葉

※Sexy Zoneはメインパーソナリティー初担当

### チャリティーパーソナリティー
- 木村佳乃

### 番組パーソナリティー
- サンドウィッチマン（富澤たけし・伊達みきお）

### サポーターほか
- 徳光和夫
- 南原清隆（ウッチャンナンチャン）
- 出川哲朗
- 坂上忍
- くっきー!（野性爆弾）

### チャリティーマラソンランナー
- みやぞん（ANZEN漫才）
今回のチャリティーマラソンは通常の長距離マラソンではなく、トライアスロン形式で行われたが、キャンペーンテレソン本番時に「スイム1.55㎞・バイク60㎞・ラン100㎞」をすべてこなすことは時間的に難しいため、同日中に生放送された『メレンゲの気持ち』の枠内で最初の種目であるスイムをスタートさせ、その後日中のテレソン事前特番時にバイクを走らせ、本番が開始されて約3時間後の21時16分にランをスタートさせた。[3]

## 企画・コーナー

### タイムテーブル
| 時間            | コーナー名                                                                            |
| --------------- | ------------------------------------------------------------------------------------- |
| 8月25日 12:00 - | メレンゲの気持ち                                                                      |
| 12:00 -         | 史上初の挑戦！24時間トライアスロン                                                    |
| 12:00 -         | ヒロミの24時間リフォーム～亡き妻の夢！子ども食堂を大改造～                            |
| 18:30 -         | 24時間テレビ PART.1                                                                   |
| 18:30 -         | オープニング                                                                          |
| 18:50 -         | 車いすの少年と応援団長・出川が挑む！はじめてのおつかい in カナダ                      |
| 19:10 -         | 車いすの少年と双子の兄が挑む！ウォーターショー                                        |
| 19:40 -         | 24時間ギネス世界新記録                                                                |
| 20:00 -         | 日本列島ダーツの旅的「全国1億人インタビュー」                                         |
| 20:20 -         | がんと生きる山下弘子さん「最愛の夫と過ごした10か月」                                  |
| 20:40 -         | 震災から7年…ふるさと復興への想いを込めて 羽生結弦・ディズニーが夢のアイスショー       |
| 21:10 -         | 24時間テレビドラマスペシャル「ヒーローを作った男 石ノ森章太郎物語」                   |
| 23:10 -         | 嵐にしやがれ 24時間生テレビスペシャル                                                 |
| 8月26日 0:30 -  | 人生を変える！ガチンコ対決007                                                         |
| 1:45 -          | 24時間テレビ PART.2                                                                   |
| 2:40 -          | 今夜人生が変わる!?アイドルだらけの有吉 生 反省会                                      |
| 4:00 -          | 24時間テレビ PART.3                                                                   |
| 4:00 -          | 歴代MCが勢ぞろい！復活ズームイン！！朝！                                              |
| 5:10 -          | 義足の少女が初登山！イモトと挑む3,000m                                                |
| 6:00 -          | 日本列島スターものまね天気予報                                                        |
| 6:43 -          | NNNニュースサンデー                                                                   |
| 6:55 -          | 24時間テレビ PART.4                                                                   |
| 7:00 -          | 「人生を変えてくれた人」南原清隆                                                      |
| 8:00 -          | 「人生を変えてくれた人」星野仙一                                                      |
| 9:00 -          | 「人生を変えてくれた人」梅沢富美男                                                    |
| 10:00 -         | 芦田愛菜が生き方を学びたい！日本のスーパーおじいちゃん＆おばあちゃん                  |
| 10:30 -         | サンドウィッチマンのコンビ愛                                                          |
| 11:00 -         | 仮面ライダーに勇気をもらった少年を中島が訪問＆ヒーローソング特集                      |
| 11:17 -         | NNNストレイトニュース                                                                 |
| 11:27 -         | 24時間テレビ PART.5                                                                   |
| 11:30 -         | 激闘を生中継！全日本ブラインドダンス選手権                                            |
| 12:10 -         | 昭和のスターを生み続けた男「萩本欽一伝説（欽ちゃんメドレー）」                        |
| 12:27 -         | 24時間テレビ PART.6                                                                   |
| 12:50 -         | 「人生を変えてくれた犬 ソラ」志村けん＆坂上忍の動物企画                               |
| 13:20 -         | 障がいを乗り越えて夢のコラボ 日本を元気に！名曲ダンスメドレー                         |
| 14:00 -         | 羽鳥慎一の取材VTR「4才で天国に旅立った少女」                                          |
| 15:00 -         | 日本列島ダーツの旅的「全国1億人インタビュー」                                         |
| 15:30 -         | 「人生を変えてくれた人」不屈の大スター西城秀樹                                        |
| 16:10 -         | ダウン症の赤ちゃんを養子に迎えたお母さん 木村佳乃と考える新しい“家族のカタチ”         |
| 16:30 -         | 「人生を変えてくれた人」山中教授                                                      |
| 16:50 -         | 黒柳徹子＆渡辺直美が若者たちに「生き方」授業 愛の“カタチ”を描く夢のファッションショー |
| 16:54 -         | NNNニュース                                                                           |
| 16:59 -         | 24時間テレビ PART.7                                                                   |
| 17:20 -         | チャリティー笑点                                                                      |
| 18:00 -         | ミスター笑点・桂歌丸、幻の笑点復帰計画                                                |
| 18:20 -         | 障がいに負けない！ひと夏の挑戦 久石譲とつくる夢の大オーケストラ                       |
| 18:50 -         | YOSHIKIと盲目の天才ドラム少年 武道館で夢をかなえる生セッション                        |
| 19:20 -         | イッテQ！女芸人軍団と耳の不自由な子ども達「ヲタ芸」に挑戦！                           |
| 20:10 -         | フィナーレ                                                                            |

## スタッフ
- 技術統括：山口裕司
- 美術統括：大川明子
- 総合TD：林英毅
- マイクロプラン：小峰祐司
- 音声プラン：瀧島要介
- 本社VTR︰池田留美、小野塚浩
- SDC・SOC︰相澤卓、畠山孝一、宅間士朗、萱間一彦、郡司智、岩間知行
- CVセンター︰藤井陸、昆龍一郎、川俣真由理
- マスター︰村田康博、大場善之、花房康一、梶川卓雅、山下央泰、佐竹拓真
- 放送進行︰品川和雅、村井エリ奈、中林千春
- 回線ブッキング：知念愛香、林綾子、熊木亮太
- 電話回線設備︰前島聡、浅川彦四郎、中村友紀、石塚明伸、堀翔太、中村和正
- CGデザイン：堀江隆臣、篠田貴之、石渡英明、佐久間丈貴、三浦智己、野村俊介、山岸龍、高木陽基、白鳥優莉
- テロップ︰山田昌弘、山本修平、田中優貴、橋田可奈子、橋本千鶴、藤本杏奈
- 宣伝部：西室由香里、中川武文
- 宣伝デザイン：高橋亜希子
- 編成：武末大作、川口信洋、南斉岬、渡部誉
- ネットワーク：岩崎秀紀、川又志津
- 技術協力：NiTRO
- 美術協力：日テレアート

警備本部
- - 警備本部：栗田文恵、黒田努、中田洋、佐々木明、川﨑朋也、大河敏一、大江志都道
  - 副本部長：伊佐治健、赤間佳彦
  - 本部長：田代早苗

告知
- - カメラ：奥村誠久
  - AP：橋本瑞枝
  - ディレクター：武井陽介、坂本侑哉、黒原竜二、萩原由美
  - プロデューサー：草場千恵、石田一利、富田晶子
  - 演出：福田龍

PR
- - AP：斉藤陽子、川原三穂、飛戸亜紀、星拓馬、安藤絵里子
  - ディレクター：冨永琢磨、田村幸大、大西徹、谷口顕、右京美穂、服部孝司、高森有希
  - 演出：大野聰介、三井利行、鈴木潤一郎
  - プロデューサー：深谷圭二、城下直子、伊藤実枝子、所俊輔、長嶺望、平井秀和
- チャリTシャツプロデューサー：渡辺直美

デジタルコンテンツ
- - 制作統括：瀧本恭祐、玉井大路、山本めぐ、島田美帆

〔WEB〕
- - 統括：土屋卓朗、岩田昴樹、松嶋舞花、高橋大輔、吉田浩、金井奈々子、小島健、男澤翼
  - 制作：上原俊也、青山大介、未武里沙、堀池千晶、矢野根禎嗣、佐々木恭都、小川修平、山田貴史、高木亮輔、金澤裕、林哲史、財津功靖、福田拓未

〔データ放送〕
- - 統括：稲福祥子
  - 技術：日野祐介、土居清之、伊藤弘樹、馬渕裕太、長谷部慎
  - 制作：菊原富貴也、山田圭祐、富川直道、茂住彩織、下迫直樹

〔スマホチャリティー〕：皆川陽介、佐藤麻美
〔マラソン動画配信〕
- - ディレクター：山本久美子、大槻久美子、八松里帆、五角哲志、上野佑馬
  - エンジニア：中塚貴裕、工藤数基、冨永蓮時
  - プロデューサー：添田順

日産チャリティーイベント
- - 特別協賛：日産自動車
  - TD：萩野谷直樹
  - SW：大谷アグリ
  - カメラ：海野亮
  - MIX：日下部巌
  - VE：渥美淳
  - 照明：宮田千尋
  - 音響：白石幸人
  - 音効：高橋秀治
  - モニター：久保和也
  - AP：小黒みやこ、藤田志帆
  - ディレクター：川口順也、飛田一充、蛯原俊行
  - 演出：藤井良記
  - プロデューサー：笹木哲、山口敦司

汐留本社S1サブ放送本部
- - SW：高田憲一、三井隆裕、岩本茂、鈴木健司、松嶋賢一
  - 音声：星野正樹、小境健太郎、木村宏志、瀧健太郎、辻直哉、依田真和
  - 調整：古手川大、笈川太、飯島友美、竹内萌江
  - VTR出しディレクター：佐藤伸一、星野隆夫、松本健太郎
  - TK：居波初子、山沢啓子、鈴木リサ、長坂真由美、竹島祐子、奈良里美、伊村佳恵、神保よしみ
  - ECG：辻根昌枝、宮前芳恵、齋藤さやか
  - CMフォーマット：小倉寛太
  - 技術・ネットコーディネート：石塚友祐、城間将太、蒲龍太郎、井上統暉、上野真二
  - プロデューサー：今井康則

汐留本社S3サブ放送本部
- - TD：三山隆浩
  - SW：後村武
  - 調整：矢田部昭
  - 音声：大島康彦、酒井舞
  - ECG：村松朋子

汐留本社リモートサブ
- - TD：佐々木麗
  - SW：松尾良次
  - MIX：西出康貴
  - CGデザイン：柴田光敏、高澤広大
  - CG技術：狩野博貴
  - TK：石島加奈子、林恵潤佳
  - Co：椿亮輔
  - ディレクター：山村祐介、宮田恵将
  - MD：望月崇史

嵐にしやがれ 生スペシャル
- - ナレーター：立木文彦
  - SW：津野祐一
  - カメラ：井出善彦
  - MIX：池田正義
  - VE：三崎美貴
  - 音効：保苅智子
  - 美術：葛西剛太
  - デザイン：北村春美、米津成美
  - 大道具：田中庸之
  - 小道具：米山幸市
  - デスク：津下佳子、小原麻実
  - ディレクター：川上渡、松尾郁弥
  - チーフディレクター：鈴木和昭
  - プロデューサー：森下典子、古賀絢子

人生を変える！ガチンコ対決007
- - ナレーター：服部伴蔵門、ラルフ鈴木（日本テレビアナウンサー）
  - SW：米田博之
  - カメラ：日向野崇
  - 音声：中村宏美
  - 調整：斎藤孝行
  - 音効：加藤つよし
  - 美術：山本澄子
  - デザイン：大住啓介
  - 電飾：篠田喜透
  - 大道具：永瀬雅俊、長壁誠
  - 小道具：辻光久
  - TK：山岸由佳、春日千佳子
  - AP：杉本朋子、金雪愛、松原由希香、今村真乃美
  - デスク：阿部絵里子
  - 制作進行：丸田哲也
  - ディレクター：岩本智也、高橋公彦、伊藤航、熊谷芳子、横山琢磨、池田翔
  - プロデューサー：木下俊、山脇由紀子、吉田一浩、村越多恵子

今夜人生が変わる 有吉生反省会
- - ナレーター：近藤サト
  - AP：岸加苗
  - デスク：宮城知代
  - ディレクター：長久弦、山形和也、川村元昭
  - プロデューサー：岩下英恵、長瀬徹、成子美里、持田順也、浦田祐一郎

芸能人がギネス世界記録に挑戦!
- - ナレーター：立木文彦
  - AP：海老名和香、髙橋孝平
  - 制作進行：牧野郁人
  - ディレクター：須原翔、春山正宏、田中克弥、尾之上祐太
  - プロデューサー：影山幸子
  - 演出：前川瞳美

史上初の挑戦！24時間トライアスロン
- - ナレーター：槇大輔
  - 移動車TD：八木原輝
  - 定点中継TD：加藤大助、篠原昭浩
  - MR-TD：池田祐一郎、夏越一徳、本間一美
  - カメラ：今別府元気、斎藤智久、池田亮、原島伸光
  - MIX：中野裕介
  - VE：橋詰聖仁
  - 中継車：中島健仁（山梨放送）
  - マイクロ：金子紘之
  - ドライバー：伊藤文一、林茂樹
  - SWIM中継TD：小田切裕
  - カメラ：早川隆史
  - MIX：斉藤徹
  - VE：土谷拓馬
  - 照明：真壁弘
  - デザイン：松尾実可子
  - 大道具：伊東浩、西脇夕希子
  - マラソンプロデューサー：坂本雄次
  - マラソンコーディネーター：比企啓之、中川修一、佐藤成人、上北泰弘、伊藤大介、川崎慶太、佐久間博之、大穀敬太、梅田涼介、平田由香、梶原千愛、齋藤さくら
  - ランナーケア：神田淳也
  - 制作進行：日下潤、田口美和子、石井希和
  - サブコンコーディネーター：坂谷侑子、馬杉光
  - 中継コーディネーター：加藤義彦、鴇田晴海
  - ノンリニオペレーター：今井綾乃
  - GPS：平田里菜
  - ディレクター：東海林大介、曽我翔、齋藤郁恵、柳喜祥、佐野浩巳、木村将士、橋村青樹、遠藤隼人、梅澤将、辻正記、高野透矢、中村慎吾、柳川雄洋、雨宮佑介
  - チーフディレクター：那須太輔
  - プロデューサー：荻原伸之、小川明人、田辺わたる、木村優子、朝倉康晴、川邊哲也/廣瀬由紀子、宮太一

義足の少女が初登山イモトと挑む3000m
- - ナレーター：佐藤政道
  - 中継TD/映像プラン：沼田広美
  - SW：鎌倉和由
  - VE：明庭保昭
  - カメラ：出野裕史、山内新太、今井健太、中込圭
  - MIX：清水新太郎、安楽修平
  - 音声：村元天峰
  - マイクロ：船越正道、尾山直樹、橋本智宏、高道佑二
  - アシスタント：丸田清司、手塚元規、馬場雄大
  - 技術協力：㈱北日本放送、SWISH JAPAN、セッターズ
  - 中継ディレクター：西村明浩、上田容史
  - ディレクター：石川直志、江口翔子
  - 国際山岳医：原田智紀
  - 義肢装具士：沖野敦郎
  - 登山コーディネーター：古野淳、稲村道子
  - マウンテン・セーフティ：貫田宗男
  - プロデューサー：紀内良彦、吉村真人、輿石将大
  - チーフディレクター：長谷川孝

ヒロミの24時間リフォーム
- - ナレーター：服部伴蔵門
  - TD：川村雄一
  - SW：村田陸彦
  - MIX：大場悟
  - カメラ：山田大輔
  - VE：河内繁
  - 照明：下平好実
  - ENGカメラ：長田洋平
  - ENG音声：西尾昌英
  - 大道具：苑田英和
  - リフォーム監修：佐々木倫子、小林信夫、渡邊豪
  - S1コーディネーター：磯和伸明、奥村竜
  - FM：遠藤達也
  - ディレクター：嵐修三郎、松井美保、沢田健介、舟木商策、大喜多高志、長沼秀幸
  - AP：鈴木輝美、岩井秀行、小森節子、林貴恵、古賀有加里、神田富士江、中村紀史
  - 演出：渡邊友一郎
  - プロデューサー：町尻具宗、大野光浩、阿河朋子

日本列島ダーツの旅的インタビュー
- - ナレーター：真地勇志
  - AP：海老澤友美子
  - ディレクター：森田隆行、満冨洋隆、大石正通、藤山志歩、貝瀬芳和、松本尚也
  - プロデューサー：江尻直孝

オープニングアバン
- - ナレーター：窪田等
  - プロデューサー：森川高行
  - ディレクター：花岡圭一郎、津田宗孝

出川が挑む！はじめてのおつかい
- - ナレーター：真地勇志
  - ロケコーディネーター：TK Dlgltal Corporation、杉本慧
  - カメラ：水谷元保、湯本将司
  - ロケ技術：EAT
  - ディレクター：武井正弘
  - プロデューサー：伊藤英恵

車いすの少年が挑む！ウォーターショー
- - ナレーター：林田尚親
  - TD：小澤俊博
  - 音声：五十嵐愛
  - 照明：名取孝昌
  - カメラ：今野智道
  - 音効：石橋裕司
  - 美術：三浦昭彦
  - 大道具：長谷部健治
  - 協力：中央区立月島第三小学校、マイ・エス・スイミング花畑
  - S1コーディネーター：中西智靖
  - 中継ディレクター：村上剛
  - FM：永井大輔
  - ディレクター：小室圭子、田中友洋、沖浦雅俊
  - プロデューサー：柴田雅美
  - AP：城美幸
  - 演出：有田駿介

ポケットビスケッツ18年ぶりの復活
- - ナレーター：立木文彦

最愛の夫と過ごした10か月
- - ナレーター：水卜麻美
  - 撮影：パラダイス・カフェ
  - 取材：鈴木美穂
  - AP：飯高昌宏
  - ディレクター：有瀧希、宮井優
  - プロデューサー：矢野尚子、向山典子

羽生結弦・ディズニーが夢のアイスショー
- - ナレーター：窪田等
  - TD：加藤毅
  - SW：小林宏義
  - カメラ：浅田昇、佐藤高史
  - VE：小田中浩一
  - MIX：森博義
  - PA：荒川祐介
  - クレーン：米窪康成、島田暁
  - 照明：藤山真緒、河内俊明、渡邊憲史
  - 美術：佐野和永
  - PD：海老澤明子
  - 報道P：渡辺照生
  - 制作進行：清千里
  - ディレクター：星野克己
  - プロデューサー：横澤俊之、大越理央

歴代MCが勢ぞろい復活ズームイン！朝
- - ナレーター：三村ロンド
  - 札幌テレビ放送：菅本祐太
  - 福島中央テレビ：藤田潮
  - 静岡第一テレビ：松本直也
  - 読売テレビ放送：西裕輔
  - 広島テレビ放送：長通麻弥
  - 南海放送：荻山雄一
  - SW：村松明
  - CAM：山田祐一
  - 調整：佐久間治雄
  - MIX：藤岡絵里子
  - 照明：大川俊行
  - 美術：上條宏美
  - 大道具：山田俊広
  - 電飾：池田大介
  - ディレクター：田中護、松島大悟、笠井順、鈴木孝志、野原卓司、藤田正和、神谷美帆、関口拓、古林茉莉
  - AP：大嶋麻由、古和田早紀
  - プロデューサー：渡瀬慶吾、水野葉子、平井杏奈、碓田千加志、坂本水奈、藤田飛鳥
  - 演出：八重沢亮、高井健司

日本列島スターものまね天気予報
- - ディレクター：佐津川陽、松本ゆみ
  - プロデューサー：小江翼、萩原朋子、三好剛

絶品朝獲れタコ"東京湾の宝石"
- - TD：岡田直記
  - マイクロ：三隅翔三
  - カメラ：高橋尚志
  - MIX：小澤太
  - SW：稲葉茂
  - VE：大田洋
  - AP：加藤理恵、野中翔太
  - 中継ディレクター：菊地茂広、大澤裕二
  - ディレクター：藤村潤、森伸太郎
  - プロデューサー：石井玲

南原清隆の人生を変えてくれた人
- - ナレーター：天野ひろゆき（キャイ〜ン）
  - ディレクター：藤原将人
  - AP：三田村奈緒子
  - 演出：大場剛
  - プロデューサー：河野安治

東北とともに闘った星野仙一
- - ナレーター：窪田等
  - 演出：黒川高
  - ディレクター：高橋淳
  - プロデューサー：森俊憲、栄永英幸、仲田竜馬

"300年に一度の役者"梅沢富美男
- - ナレーター：真地勇志
  - ディレクター：高木悟、田野辺陽平
  - プロデューサー：須藤大介

芦田愛菜たちが生き方を学ぶおじいさん＆おばあさん
- - ディレクター：佐々木英敏、保野祥子、今泉哲也、小嶋克也
  - プロデューサー：鈴木希巳江
  - AP：後藤めぐみ

サンドウィッチマン相方の言葉と7つの約束
- - ナレーター：杉本るみ
  - プロデューサー：山下仁志
  - ディレクター：吉田稔

坂上忍と考える…若くして余命宣告を受けた父
- - ナレーター：林田尚親
  - プロデューサー：滝澤真一郎
  - ディレクター：増田貴也
  - 協力：読売テレビ

武道館で生サプライズ!プロポーズ大作戦
- - ナレーター：森富美（日本テレビアナウンサー）
  - TD：立川良太
  - SW：中川裕次
  - カメラ：石坂良雄
  - VE：松浦浩平
  - MIX：渥美慶太郎
  - 演出：増田雄太
  - プロデューサー：佐藤愛
  - ディレクター：村松佑亮

仮面ライダーに勇気をもらい難病と闘った少年
- - ナレーター：中島健人
  - プロデューサー：井上伸正
  - AP：畠山紫帆
  - ディレクター：綾部健二、笠原瑠宇久

出川哲朗の人生を変えてくれた人
- - ナレーター：服部潤
  - プロデューサー：森亜希子
  - ディレクター：飛田真也
  - AP：池田千草

昭和のスターを生み続けた男 萩本欽一伝説
- - ナレーター：林田尚親
  - 制作進行：関麻佑子
  - 技術協力：だだだ
  - ディレクター：大塚真史、大田久美子
  - プロデューサー：武石政人、笠井彩

全日本ブラインドダンス選手権
- - ナレーター：服部伴蔵門
  - 協力：日本ダンス議会
  - TD：石坂忠義
  - SW：石渡裕二
  - カメラ：青木芳行
  - MIX：高岡彰吾
  - VE：高橋和同
  - 照明：千葉雄
  - 音効：中村由紀
  - リサーチ：池谷諒
  - デスク：中尾有紀
  - 中継ディレクター：高野修、山田大樹
  - FM：川名良和
  - ダンス監修：二ツ森亨、二ツ森由美
  - 運営：柏木美宏、植原佳世子
  - 制作進行：金誠貴
  - AP：吉川美由紀、入江若菜、福田由香里、曳地麻実、長谷川侑里、嶋田莉乃、吉筋公美
  - ディレクター：富永恵也、富山歩、石井和章、小谷信公、宮良純子、佐藤稔久、及川桂一、千葉博史、一楽千恵
  - プロデューサー：小林拓弘、道下綾子、神崎裕子、中附智貴、飯田知佳、武田佳子
  - 演出：五歩一勇治

くっきーの“応援イラスト”ミュージアム
- - ディレクター：栗栖政文、藤村利晴
  - AP：稲葉芳士
  - プロデューサー：森下泰男、斎藤みさ子
  - 演出：前田大輔

志村園長と坂上忍の捨て犬ゼロ部
- - ナレーター：奥谷楓
  - 録音：兒玉成彦
  - 照明：平本孝浩
  - 音声：岡澤慎吾
  - カメラ：井澤和彦、野原隆司
  - ディレクター：松谷夢々
  - AP：長谷川才帆子
  - プロデューサー：宮﨑文夫

日本を元気に名曲ダンスメドレー
- - ナレーター：三村ロンド
  - プロデューサー：高橋正昭
  - AP：山崎みみ
  - ディレクター：比嘉智樹、新井章司、橋村和幸

末期がんで天国へ旅立った4歳の少女
- - ナレーター：木村多江
  - ディレクター：滝田朋之、利元智幸
  - 協力：読売テレビ
  - プロデューサー：小島俊一

矢部太郎を救った大家さんの言葉
- - ナレーター：窪田等
  - プロデューサー：新井秀和、森清和成
  - ディレクター：高橋左和巳

山中教授とラグビー平尾誠二の友情と絆
- - ナレーター：石原さとみ
  - ディレクター：松井駿介、小川大輔
  - プロデューサー：長谷川和年、津留正宏

西城秀樹の不屈の闘志 大YOUNG MAN
- - ナレーター：林田尚親
  - ディレクター：高橋順、木下昌洋
  - AP：井手茶智
  - プロデューサー：切替愛

木村佳乃と考える新しい“家族のカタチ”
- - ナレーター：木村佳乃
  - ディレクター：菅野健治
  - AP：竜円徹
  - 演出：石﨑史郎
  - プロデューサー：伊藤茉莉衣、石原由季子

黒柳徹子＆渡辺直美が描く夢のファッションショー
- - ナレーター：マリウス葉
  - AP：成田早紀、加藤和恵
  - ディレクター：財津猛、町田亘、八島崇行、小野亮太
  - 演出：内田秀実
  - プロデューサー：原司、佐藤俊一

チャリティー笑点
- - ナレーター：窪田等
  - SW：宮崎和久
  - カメラ：赤澤知弘
  - 照明：小川勉
  - 音声：酒井孝
  - 美術プロデューサー：櫻場千尋
  - 大道具：田村佳久
  - 小道具：佐々木洋平
  - メイク：外山奈津子
  - 衣裳：栗田佐智子
  - 集客：久住亮二、広畑尚哉
  - FM：福田拓也
  - 制作進行：勝見桃子
  - AP：山口裕之、奥山知美、小森佳代
  - ディレクター：高木裕司、山本健太、川岸昌嗣
  - プロデューサー：倉田忠明、福田一寛、飯田達哉、大畑仁

ひと夏の挑戦 久石譲と作る夢の大オーケストラ
- - ナレーター：魚住りえ
  - 楽器提供：鈴木楽器製作所
  - 協力：YAMAHA、慶應義塾ワグネル・ソサィエティー・オーケストラ、慶應義塾ワグネル・ソサィエティー男声合唱団、慶應義塾大学・日本女子大学混声合唱団コール・メロディオン、青山学院大学グリーンハーモニー合唱団、東京学芸大学混声合唱団
  - カメラ：中村将直
  - MIX：寺田恭子
  - VE：天内理絵
  - ロケ技術：Zeta、J-Crew
  - AP：杉本ルリ子
  - ディレクター：竹田卓将、梶山飛博、伊澤洋介、遠山広、藤本弘志
  - 演出：川俣和也
  - プロデューサー：佐藤理恵、渡辺健太郎

YOSHIKIと盲目の天才ドラム少年 武道館で夢の生セッション
- - ナレーター：水樹奈々
  - ディレクター：加藤健太
  - AP：大塚明

女芸人軍団と耳の不自由な子ども達「ヲタ芸」に挑戦
- - ナレーター：真地勇志
  - AP：吉澤枝里子、明田未妃
  - ディレクター：猪股由太郎、武信考、白石公太
  - プロデューサー：末永裕俊、杉原洋子
  - チーフプロデューサー：横田崇

人生を変えてくれた人企画進行
- - ディレクター：牛込剛、広江孝吉、久保田聡、前田さき、西本幸平
  - プロデューサー：林田竜一、西口晃彦

日本武道館
- - TD：中島和真
  - 音声プラン：原秀彰
  - SW：安藤康一、中村哲也、荻野高康、吉田健治
  - カメラ：大庭茂嗣、岩永雄允、矢作陽一、高野信彦、北折雅人、早川智晃、田代義昭、木藤和久、蔦佳樹、福田伸一郎、小林沙祐里、星勇次、高木亮、中村佳央、山内剛、高松里恵、横尾暁祥、小野寺裕太、茅野竜徳、新井隆史、下谷哲生、高木静香
  - 音声︰大越克人、小原正広、杉村理紗、櫻田勝博、宮内貞、白水英国、滝口祐造、川合亮、加賀金重郎、高木哲郎
  - 調整︰吉﨑慶、石野太一、鈴木昭博、児玉大輔、川平貴之、鈴木裕美、渡邊佳寛、菅谷典彦、寺澤由明、田邉仁美、片山雄斗
  - 音楽効果：村上義行、西谷香澄、佐藤充、宮川素子、吉田茂
  - 照明：小笠原雅登、大矢晃、掛橋司、岩井千知、中山佑宇、長谷川剛史
  - テレビモニター：杉山知浩
  - マルチモニター：小内一豊
  - 美術プロデューサー：栗原和也
  - デザイン：波多野真理、熊崎真知子、北原龍一
  - 設営︰石原隆、金丸真土
  - 大道具︰下吉克明、鷲嵜季映
  - 電飾︰平ノ内厚夫、糸数青祥、冨田仁、黒澤裕之
  - 特殊効果︰内山栄一
  - アクリル装飾︰松本健、山田隼人
  - バルーン︰細田修
  - 花装飾︰鈴木晴美
  - メイク：奥松かつら
  - VTR出しディレクター：奥河内都、八隅秀哲、三船淳
  - ステージング：MIKO、坂田圭司
  - TK：中村ひろ子、矢島由紀子、桜井えみこ、田中彩、山際慎子
  - 編曲：しかたたかし、たかしまかんた
  - オーディオコーディネーター：鳥飼弘昌
  - 演奏：ガッシュアウト、フェイスミュージック
  - コーラス：日テレ学院、フィジー、ミュージッククリエイション
  - 手話コーラス隊：日本テレビ小鳩文化事業団
  - アシスタント：日本テレビイベントコンパニオン
  - 日テレ学院コーラスコーディネーター：飯田啓之、大西麗、増田康恵
  - 番組取材プロデューサー：渡邊文哉、岩崎小夜子
  - ゲストフォロー：櫨山裕子、次屋尚、三觜雅人、南波昌人、宮崎慶洋、鈴間広枝、安彦真利江、髙松明央、加藤晋也、高尾あずみ、大橋あり、笹村啓太、黒石岳志、小田葉月、筒井梨絵、篠田雅美、鈴木亜希乃
  - フロアディレクター：鈴木淳一、舟澤謙二、長谷川賢一、氣賀澤宏隆、高橋康之、宇津浩二、稲元雅俊、川島啓史、松川裕範、吉田雄太郎、新井万季、大井章生、上野詩織、田中もも、宮本勇佑、松本美咲、唯山紅葉、岩﨑林太郎、河村哲平、佐々木万由子、中川ゆりや、平松結有
  - ケータリング：野崎麻由美、石塚理、大澤清吾
  - 武道館コーディネーション：内藤智子、光岡裕子、脇阪真琴、鈴木涼介、佐々木有雅、木内佳乃子、山崎李奈
  - プロデューサー：江成真二、笹部智大、末延靖章、合田伊知郎、杉山直樹
- 協力：日本武道館
- 制作協力：IVSテレビ制作、アガサス、AX-ON、アンメック、いまじん、えすと、オリオンクルー、極東電視台、クリエイティブ30、コール、これから、コスモ・スペース、ゴッドキッズ、ザイオン、ザ・ワークス、ジッピー・プロダクション、仁プロデューシング、厨子王、スパイスファクトリー、創輝、ソリスプロデュース、DAYDREAM、東阪企画、日企、日テレイベンツ、フォアキャスト・コミュニケーションズ、パッション、ブームアップ、モスキート、ユニオン映画、ランナーズ・ウェルネス、ロール・ワン
- 構成：桜井慎一、そーたに、ヒロハラノブヒコ、川上トリオ、木南広明、林田晋一、アリエシュンスケ/会沢展年、石塚佑介、遠藤佳三、大谷裕一、菊池裕一、木野聡、小林哲也、佐藤かんじ、城啓介、つかはら、成瀬正人、橋本大介、長谷川優、はっしー橋本、堀江里光、三木睦郎、宮﨑牛丼、山田浩康

24時間テレビ事務局
- - 事務局長：若月英宏
  - 事務局：宮崎智康、高見俊彰、武井実、市嶋文裕、早瀬茉莉絵、澤野杏里、家田幸美、岩久みか
- ボランティア本部：佐々木明、柚木洋彦、西倉渚沙、大西千晶、君島里江子 全国のボランティアの皆さん、草の根チャリティーネットワーク
- 制作進行：東原祐子、西村友美
- 制作：福田博之、松本達夫/山田克也、森實陽三、福士睦
- 武道館ディレクター：井上尚也、久木野大、藤戸星妃、諸田景子、小松正樹
- 武道館企画演出：福田逸平太、市川隆
- 汐留本社S1サブディレクター：森山琢哉、伴在正行、渡辺春佳、山下聖司、渡辺邦宏、井上将司
- S1サブ演出：髙橋利之、清水星人、古立善之、上利竜太、水嶋陽、吉川真一朗
- 全体進行：斉藤寿
- プロデューサー：黄木美奈子
- 武道館演出：藤森真実
- 総合プロデューサー：吉無田剛
- 総合演出：橋本和明
- チーフプロデューサー：道坂忠久、遠藤正累
- 制作指揮：加藤幸二郎
- 製作著作：日本テレビ